# Immigration portugaise au Brésil
L'immigration portugaise à destination du Brésil est, à côté des immigrations italienne, espagnole et allemande, une des quatre plus importantes du pays. Ce flux migratoire commence au XVIe siècle et atteint son apogée au début du XXe siècle. On peut le diviser en quatre périodes :
1. Immigration restreinte (période coloniale : 1500-1700)
2. Immigration de transition (1700-1850)
3. Immigration en masse (1850-1960)
4. Immigration en déclin (de 1960 à nos jours)

## L'immigration portugaise en chiffres
| Immigration portugaise au Brésil (1500-1991) Source : (IBGE, Institut brésilien de géographie et statistique) |                             |
| Période | Nombre d'immigrés portugais |
| 1500-1700 | 100.000                     |
| 1701-1760 | 600.000                     |
| 1808-1817 | 24.000                      |
| 1827-1829 | 2.004                       |
| 1837-1841 | 629                         |
| 1856-1857 | 16.108                      |
| 1881-1900 | 316.204                     |
| 1901-1930 | 754.147                     |
| 1931-1950 | 148.699                     |
| 1951-1960 | 235.635                     |
| 1961-1967 | 54.767                      |
| 1981-1991 | 4.605                       |

## Les luso-brésiliens
Ce sont les brésiliens d'origine portugaise. On estime que 55 millions de brésiliens possèdent des origines portugaises d'après la période coloniale. Ces chiffres seraient sous-estimés, puisqu'il y a aussi beaucoup de brésiliens avec des origines portugaises de pendant la période coloniale, ce qui augmente la diaspora portugaise dans les 80 millions au Brésil. 